# Jugoslav Vasović
Jugoslav Vasović (in serbo Југослав Васовић?; Belgrado, 31 maggio 1974) è un pallanuotista serbo, dirigente del Radnicki e vincitore di una medaglia di bronzo alle olimpiadi di Sydney 2000. Ha vinto svariati campionati e coppe nazionali con le calottine di Partizan, Becej, Stella Rossa e Jadran Spalato. Con il Partizan ha vinto anche la Coppa delle Coppe, mentre con il Becej ha alzato al cielo la Coppa dei Campioni. È stato allenatore delle giovanili del Radnicki ed allenatore del Sabac. 